# Metriaeschra
Metriaeschra is een geslacht van vlinders van de familie tandvlinders (Notodontidae).

## Soorten
- M. apatela Kiriakoff, 1963
- M. pallidior Kiriakoff, 1963